# Amar es combatir
 (mars 2020).
Si vous disposez d'ouvrages ou d'articles de référence ou si vous connaissez des sites web de qualité traitant du thème abordé ici, merci de compléter l'article en donnant les références utiles à sa vérifiabilité et en les liant à la section « Notes et références ».
Albums de Maná
100% Maná
(2003) Arde El Cielo
(2007)
Singles
Amar Es Combatir, de Maná est le septième album en studio. Il a été produit par Maná en collaboration de Tom Russo (Audioslave, Macy Gray, Michael Jackson, Eric Clapton). Il inclut également un duo avec Juan Luis Guerra.
Enregistré à partir de février 2006, Amar es combatir, est lancé sur le marché le 22 août 2006. Le premier simple de cet album, sort en juillet de cette même année. Cet album reçoit un rapide succès auprès du public latino-américain des États-Unis. Les titres à succès de cet album sont Manda una Señal, Tengo Muchas Alas et El Rey Tiburon. Cet album est sorti le 22 août 2006 sous le label discographique WEA Latina.

## Titres
1. Manda una Señal
2. Labios Compartidos (1er au MEX, 1er au SP et 3 weeks, 37e au Europe Airplay Hot 100)
3. Ojalá Pudiera Borrarte
4. Arráncame El Corazón
5. Tengo Muchas Alas
6. Dime Luna
7. Bendita Tu Luz (avec Juan Luis Guerra) — TBA
8. Tú Me Salvaste
9. Combatiente
10. El Viaje
11. El Rey Tiburón
12. Somos Mar y Arena
13. Relax